# Логан (Охајо)
Логан (енгл. Logan) град је у америчкој савезној држави Охајо.

## Демографија
По попису из 2010. године број становника је 7.152, што је 448 (6,7%) становника више него 2000. године.
| Група             | 2000.         | 2010.         |
| Белци             | 6.537 (97,5%) | 6.936 (97,0%) |
| Афроамериканци    | 38 (0,6%)     | 56 (0,8%)     |
| Азијати           | 4 (0,1%)      | 15 (0,2%)     |
| Хиспаноамериканци | 31 (0,5%)     | 55 (0,8%)     |
| Укупно            | 6.704         | 7.152         |